# Lowlands 2013
Lowlands 2013 (voluit: A Campingflight to Lowlands Paradise) is een Nederlands muziek- en cultuurfestival dat op 16, 17 en 18 augustus 2013 heeft plaatsgevonden in Biddinghuizen. Het is de 21e editie van het Lowlandsfestival. De kaartverkoop ging van start op 2 februari 2013 om 11:00. Binnen twee uur waren alle 55.000 kaarten verkocht.

## Artiesten
De line-up werd zoals gebruikelijk stukje bij beetje vrijgegeven. De organisatie meldde voor deze editie de volgende artiesten:
| - Alabama Shakes - AlunaGeorge - AraabMuzik - Austra - Baauer - Balthazar - Band of Horses - Bat For Lashes - Beans & Fatback - Ben Pearce - Ben Zabo - Biffy Clyro - Black Sun Empire - Bombino - Bonobo - Bo Ningen - Bullet for My Valentine - Buraka Som Sistema - Calyx & Teebee feat. MC AD - Cerebral Ballzy - Charanjit Singh - Chase & Status - Chvrches - Crystal Fighters - Daughter - Deap Vally - Deep Sea Arcade - De Jeugd van Tegenwoordig - Delv!s - Disclosure - Dizzee Rascal - DJ Koze - Dubioza Kolektiv - Editors - Eläkeläiset - Empire of the Sun - Evian Christ - Factory Floor - Fall Out Boy - Fiddler's Green - Foals - Forest Swords - Franz Ferdinand - Frightened Rabbit - George FitzGerald - Goat - Gojira - Gold Panda - Great Minds | - Guerilla Speakerz - HAIM - Half Moon Run - Heartless Bastards - Hurts - Imagine Dragons - Jacco Gardner - Jagwar Ma - Jake Bugg - James Blake - James McCartney - Jameszoo - Job Jobse - John Coffey - Julio Bashmore - Just Blaze - Kate Boy - Kendrick Lamar - Kodaline - Know V.A. - LeFtO - Little Green Cars - Los Chinches - Los de Abajo - Maceo Plex - Maison du Malheur - Major Lazer - Marcel Fengler - Matias Aguayo & Mostro - Matt Corby - Maya Jane Coles - Michael Kiwanuka - Midland - Mikal Cronin - Miles Kane - Mister and Mississippi - MMM - MMoths - Moderat - Mount Kimbie - Mozes and the Firstborn - MS MR - Nero - Nick Cave and the Bad Seeds - Nina Kraviz - Nine Inch Nails - NJO Reich Ensemble | - Noah and The Whale - Noisia - Patchanka - Peace - Petite Noir - Pokey LaFarge - Poliça - Protoje & Indiggnation - Rainbow Arabia - Richie Hawtin - Robert DeLong - Sadar Bahar - Sam Amidon - Sandrien - Satellite Stories - Seasick Steve - Seeed - Siriusmo - Sir Yes Sir - Slayer - Snakehips - Tame Impala - The 1975 - The Boxettes - The Bronx - The Hard Way - The Joy Formidable - The Knife - The Lumineers - The Menzingers - Tom Odell - The Opposites - The Staves - The Veils - The World Orchestra - Tim Vantol - TNGHT - TOKiMONSTA - Torche - Totally Enormous Extinct Dinosaurs - traumahelikopter - Twenty One Pilots - Unknown Mortal Orchestra - Villagers - Vondelpark - Watcha Clan - We Came As Romans - XXYYXX - Young Marco |